# Avesnes-en-Val
Avesnes-en-Val település Franciaországban, Seine-Maritime megyében. Lakosainak száma 264 fő (2022. január 1.). Avesnes-en-Val Bailly-en-Rivière, Cuverville-sur-Yères, Fresnoy-Folny, Les Ifs, Sept-Meules és Villy-sur-Yères községekkel határos.

## Népesség
A település népességének változása:
| Lakosok száma | 261  | 274  | 286  | 279  | 279  | 280  | 275  | 269  | 264  |
|               | 2013 | 2015 | 2016 | 2017 | 2018 | 2019 | 2020 | 2021 | 2022 |